# Judith Young
Judith Young (nacida el 16 de enero de 1966), es una nadadora paralímpica australiana. Nació en Melbourne. Young, que tiene un defecto de nacimiento en su brazo, fue una de las primeras personas en recibir una beca de residencia del Instituto Australiano de Atletas Deportivos con una discapacidad, de 1993 a 1996.
En los Juegos Paralímpicos de Seúl 1988, ganó dos medallas de oro en las pruebas de 100 m espalda A8 y 400 m estilo libre A8, y tres medallas de plata en las pruebas de 100 m mariposa L6, 100 m braza A8 y 200 m estilo libre L6. En los Juegos, Young se enfrentó a una protesta por su clasificación de amputada por debajo del codo debido al grado de uso que recibió de su brazo con el defecto congénito. La apelación tuvo éxito y Young fue clasificada como «Les autres». Se le permitió conservar sus tres medallas A8, pero los dos récords mundiales establecidos fueron anulados.
Young ganó dos medallas de oro, tres de plata y una de bronce en los Campeonatos y Juegos Mundiales para Discapacitados de 1990 en Assen, Holanda.
En los Juegos Paralímpicos de Barcelona 1992, Young ganó una medalla de plata en la prueba femenina de 50 m de estilo libre S10 y dos medallas de bronce en las pruebas femeninas de 100 m de mariposa S10 y 200 de estilo individual SM10. En los Juegos Paralímpicos de Atlanta 1996, ganó tres medallas de plata en los 100 m braza SB10, 100 m mariposa S10 y 50 m estilo libre S10 y una de bronce en los 100 m espalda S10.